# 黄土镇 (绵阳市)
黄土镇，是中华人民共和国四川省绵阳市安州区下辖的一个乡镇级行政单位。2019年12月，撤销乐兴镇，将其所属行政区域划归黄土镇管辖，黄土镇人民政府驻荣通干道73号。

## 行政区划
黄土镇下辖以下地区：
黄土镇社区、石鸭村、北真村、明月村、喇叭村、芋河村、柴育村、方碑村、长生村、人民村、江池村、民主村、八一村、友谊村、平桥村、盐井村、草溪村、菩提村和马村。